# Kasteł
Kasteł (bułg. Кастел) – wieś podlegająca administracyjnie pod obszar wsi Batoszewo, w środkowej Bułgarii, w obwodzie Gabrowo, w gminie Sewliewo. Według danych Narodowego Instytutu Statystycznego, 31 grudnia 2011 roku wieś liczyła 43 mieszkańców.
W pobliżu płyną Widima i Rosica. Pół kilometra od wsi znajduje się mały zbiornik przystosowany do zawodów wędkarskich.